# Graphistylis
Graphistylis es un género de plantas herbáceas perteneciente a la familia de las asteráceas. Comprende 12 especies descritas y de estas, solo 8 aceptadas.

## Taxonomía
El género fue descrito por Rune Bertil Nordenstam y publicado en Opera Botanica 44: 56. 1978. La especie tipo es: Graphistylis organensis (Casar.) B.Nord.

## Algunas especies aceptadas
A continuación se brinda un listado de las especies del género Graphistylis aceptadas hasta julio de 2012, ordenadas alfabéticamente. Para cada una se indica el nombre binomial seguido del autor, abreviado según las convenciones y usos.
- Graphistylis argyrotricha (Dusén) B.Nord.
- Graphistylis cuneifolia (Gardner) B.Nord.
- Graphistylis dichroa (Bong.) D.J.N.Hind
- Graphistylis itatiaiae (Dusén) B.Nord.
- Graphistylis oreophila (Dusén) B.Nord.
- Graphistylis organensis (Casar.) B.Nord.
- Graphistylis serrana (Zardini) B.Nord.
- Graphistylis toledoi (Cabrera) B.Nord.